# Ley de Reforma Interior de 1895
La Ley de Reforma Interior de 1895 (denominada oficialmente como ley de saneamiento y mejora interior de las poblaciones) se promulgó en España con el título: "Ley de 18 de marzo de 1895 para el saneamiento, reforma y ensanche interior de las poblaciones de 30.000 ó más almas". Tenía como objetivo la Reforma Interior de algunos núcleos urbanísticos, con el objeto de adecentarlos, o higienizarlos. Esta Ley facilitó las trabas administrativas a modificaciones urbanísticas de ciudades como Madrid o Barcelona. Cambiando la ley de expropiaciones. Entre otras causas, fue el desencadenante de iniciativas como la que ese mismo año describen los arquitectos municipales José López Sallaberry y Francisco Andrés Octavio Palacios sobre su proyecto de la Gran Vía madrileña.